# SIPRNet

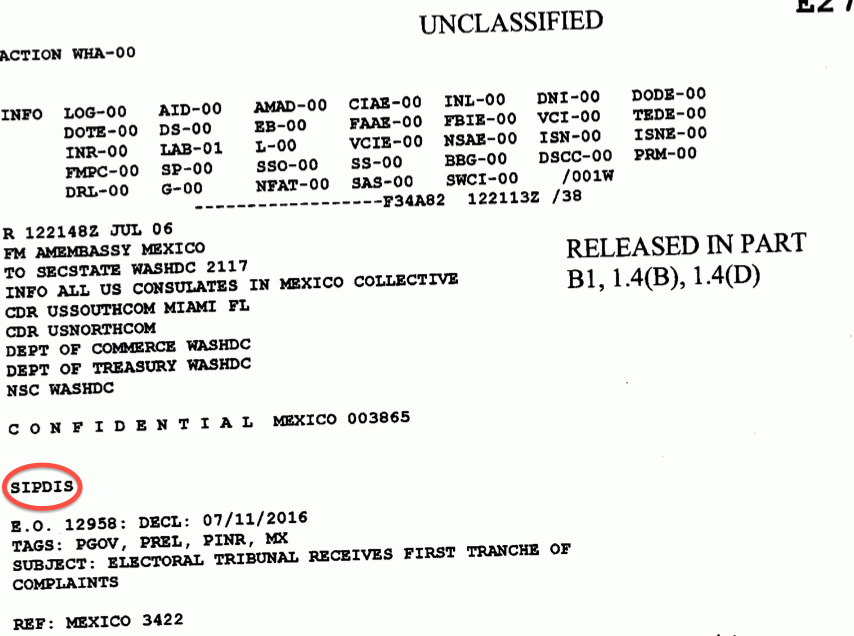
Заголовок рассекреченной телеграммы Госдепартамента с пометкой «SIPDIS»

SIPRNet (акроним англ. Secret Internet Protocol Router Network) — система взаимосвязанных компьютерных сетей, используемых министерством обороны и Государственным департаментом США для передачи секретной информации (вплоть до сведений уровня «секретно») по протоколам TCP/IP в «полностью безопасную» окружающую среду. SIPRNet предоставляет также доступ к гипертекстовым документам и электронной почте, фактически представляя собой «пентагоновскую версию гражданского Интернета».
SIPRNet является секретным компонентом компьютерной сети министерства обороны.

## Доступ

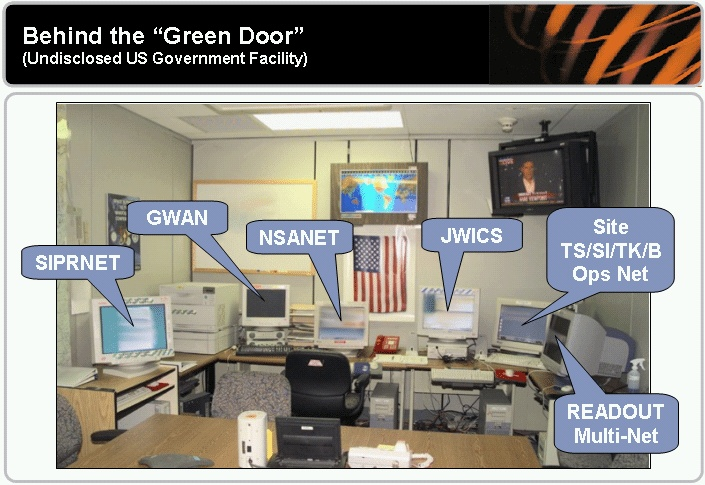
За «Зелёной дверью»: центр безопасности коммуникаций с доступом к сетям SIPRNET, GWAN, NSANET и JWICS

По данным Руководства по разработке веб-ресурсов Государственного департамента США, структура доменных имён и обозначений в SIPRNet аналогична существующей в «обычном» Интернете, за исключением добавления домена второго уровня, как, например, «sgov»: openforum. state.sgov.gov. Файлы из SIPRNET помечаются в заголовке специальной меткой «SIPDIS» (SIPrnet DIStribution). Соответствующий домен второго уровня smil.mil существует для пользователей министерства обороны.
По данным Пентагона, в 2011 SIPRNet насчитывала около 4,2 млн пользователей. Помимо пользователей из министерства обороны и Государственного департамента США, доступ к SIPRNet имеет также небольшой круг пользователей из соответствующих ведомств Австралии, Канады, Великобритании и Новой Зеландии.
Доступ к SIPRNet имела бывший аналитик Пентагона Челси Мэннинг, которая передала сайту WikiLeaks ряд секретных данных, включая видео с расстрелом американскими военными мирных иракцев, известным как «Сопутствующее убийство», а также секретные дипломатические телеграммы, опубликованные WikiLeaks в ноябре 2010 года.